# 柬埔寨河流列表
柬埔寨河流列表，列舉全部或部分流經柬埔寨的河流，並依流域出海口由東至西排序。支流則由河口至源頭排序。

## 注入南中國海
- 西貢河
- 湄公河
  - 巴薩河（分流）
    - 特瑙河

  - 洞薩河
    - 芝尼河
    - 森河
    - 菩薩河

  - 川龍河
  - 公河：跨國河流，上游位於寮國境內。
    - 斯雷博河：跨國河流，上游位於越南境內。
      - 桑河：跨國河流，上游位於越南境內。

## 注入泰國灣
- 江城河